# Friedrich Dörr (Chemiker)
Friedrich Dörr (* 13. Dezember 1921 in Landsberg am Lech; † 17. August 2018) war ein deutscher Physikochemiker.

## Leben
Friedrich Dörr, Sohn eines Eisenbahners, wurde nach Besuch des Realgymnasiums Augsburg 1941 zum Kriegsdienst eingezogen. Während der Teilnahme am Russlandfeldzug wurde er im Kaukasus 1943 schwer verwundet und verlor den linken Arm. Ab 1944 studierte er Physik an der Technischen Hochschule in München. Nach seinem Diplom konnte er 1953 bei Günter Scheibe am Institut für Physikalische Chemie und Elektrochemie promovieren. 1958 habilitierte er sich. 
Dörr wurde 1965 zum apl. Professor berufen verbunden mit dem Ruf auf den a.o. Lehrstuhl am Institut für Physikalische Chemie der Technischen Hochschule München. Das Extraordinariat wurde 1966 zum Ordinariat erhoben und somit ein zweiter Lehrstuhl für Physikalische Chemie für Friedrich Dörr eingerichtet.

## Ehrungen
- Bodenstein-Preis der Deutschen Bunsengesellschaft (1968)